# Vườn quốc gia Yok Đôn
Vườn quốc gia Yok Đôn là một trong những khu rừng đặc dụng lớn nhất Việt Nam, thuộc 2 tỉnh Đắk Nông và Đắk Lắk.

## Vị trí địa lý
Vườn quốc gia Yok Don nằm trên địa bàn 7 xã thuộc 3 huyện: Xã Krông Na, huyện Buôn Đôn, xã Ea Bung, Chư M'Lanh huyện Ea Súp (tỉnh Đắk Lắk) và xã Ea Pô huyện Cư Jút (tỉnh Đăk Nông); Diện tích của vườn quốc gia Yok Đôn tập trung lớn nhất ở rừng nguyên sinh, chiếm hơn 85% tổng diện tích;vườn cách thành phố Buôn Ma Thuột khoảng 40 km về phía tây bắc. Vườn quốc gia Yok Don được phê duyệt theo quyết định số 352/CT ngày 29 tháng 10 năm 1991 của Chủ tịch Hội đồng Bộ trưởng Việt Nam với mục đích bảo vệ 58.200 ha hệ sinh thái rừng khộp đất thấp. Ngày 24 tháng 6 năm 1992 Bộ Lâm nghiệp ra quyết định 301/TCLĐ thành lập Vườn quốc gia Yok Don trực thuộc Bộ Lâm nghiệp. Vườn quốc gia Yok Don được mở rộng theo quyết định số 39/2002/QĐ-TTg ngày 18 tháng 3 năm 2002 của Thủ tướng Chính phủ Việt Nam.
Toạ độ địa lý: Từ 12°45′ đến 13°10′ vĩ bắc và từ 107°29′30″ đến 107°48′30″ kinh đông. Quy mô diện tích: Được mở rộng với diện tích 115.545 ha, trong đó phân khu bảo vệ nghiêm ngặt là 80.947 ha, phân khu phục hồi sinh thái là 30.426 ha và phân khu dịch vụ hành chính là 4.172 ha. Vùng đệm: có diện tích 133.890 ha, bao gồm các xã bao quanh Vườn quốc gia.
Vườn nằm trên một vùng tương đối bằng phẳng, với hai ngọn núi nhỏ ở phía nam của sông Srêpốk. Rừng chủ yếu là rừng tự nhiên, phần lớn là rừng khộp. Yok Don cũng là vườn quốc gia duy nhất ở Việt Nam bảo tồn loại rừng đặc biệt này.
Diện tích Vườn quốc gia Yok Đôn tập trung lớn nhất ở huyện Buôn Đôn, tỉnh Đắk Lắk.
- Huyện Buôn Đôn sở hữu 70.145 ha, chiếm hơn 60% tổng diện tích của Vườn quốc gia.
- Huyện Ea Súp (Đắk Lắk) có 34.900 ha.
- Huyện Cư Jút (Đắk Nông) có 10.500 ha.

Ranh giới của vườn quốc gia này như sau:
- Phía bắc theo đường tỉnh lộ 1A từ ngã ba Chư M'Lanh qua đồn biên phòng số 2 đến biên giới Việt Nam-Campuchia.
- Sông Srêpốk chảy qua địa phận của rừng.
- Phía tây giáp biên giới Việt Nam-Campuchia.
- Phía đông theo tỉnh lộ 1A từ ngã ba Chư M'Lanh đến Bản Đôn, ngược dòng sông Srêpốk đến giáp ranh giới huyện Cư Jút.
- Phía nam giáp huyện Cư Jút và cắt đường 6B tại Km 22+500, theo đường 6B đến suối Đăk Dam giáp biên giới Việt Nam-Campuchia.

## Đa dạng sinh học
Nơi đây có 89 loài động vật có vú, 305 loài chim, 48 loài bò sát, 16 loài lưỡng cư, 858 loài thực vật, hàng trăm loài cá nước ngọt và hàng ngàn loài côn trùng. Vườn có voi rừng, trâu rừng và bò tót,  báo gấm, báo hoa mai, lợn rừng,...
Đây là nơi trú ngụ của một số loài động vật nguy cấp mang tính toàn cầu như: bò xám (Bos sauveli), mang lớn (Megamuntiacus vuquangensis), nai cà tông (Cervus eldi), bò banteng (Bos javanicus), voi châu Á (Elephas maximus), hổ (Panthera tigris), sói đỏ (Cuon alpinus) và chà vá chân đen (Pygathris nigripes). Công tác điều tra vẫn đang tiếp tục, nhưng các kết quả nghiên cứu cho thấy vườn quốc gia Yok Đôn là một trong những nơi có khu hệ chim phong phú nhất Đông Dương.

## Các vấn đề
Ngành lâm nghiệp, chính quyền các cấp và ban quản lý vườn quốc gia Yok Don có nhiều nỗ lực trong quản lý bảo tồn đa dạng sinh học của vườn nhưng vẫn phải đối mặt với trạng săn bắt, xâm lấn đất đai và nguy cơ cháy rừng. Bên cạnh đó, xung quanh vườn còn tồn tại nhiều khu rừng rộng lớn, trong đó phần lớn được giao để khai thác gỗ thương phẩm do các lâm trường quốc doanh quản lý.

## Kế hoạch Hành động khẩn cấp bảo tồn voi rừng
- Do ngày càng trầm trọng, nên ngày 14-12-2016, Quỹ quốc tế bảo tồn thiên nhiên (WWF) tại Việt Nam và Vườn quốc gia Yok Don khởi động kế hoạch Hành động khẩn cấp bảo tồn voi rừng Yok Don giai đoạn 2016-2020, nhằm hạn chế nguy cơ tuyệt chủng một số loài có trong danh sách đỏ trong nước, đặc biệt là loài voi rừng Tây Nguyên. Số liệu quan sát cho thấy Tây nguyên hiện có đàn voi rừng lớn nhất với khoảng 70 con, trong tổng số khoảng 100 con trên cả nước. Từ năm 2009 đến nay có ít nhất 23 cá thể, chủ yếu là voi con dưới một tuổi, ở Đắk Lắk bị chết. Trong khi đó tình trạng săn bắn voi để lấy ngà, phá rừng làm rẫy đe dọa trực tiếp đến không gian sinh sống, dẫn tới nguy cơ tuyệt chủng của đàn voi rừng tại đây.[2].
- Theo tiến sĩ Văn Ngọc Thịnh - giám đốc WWF Việt Nam, đây là lúc cần có hành động khẩn cấp để cứu lấy đàn voi rừng, là cơ hội cuối cùng, nếu không số phận của chúng có thể sẽ giống như tê giác Java một sừng, tuyệt chủng tại VN năm 2010 hoặc loài hổ, hiện không tìm được dấu vết sinh sản nào ngoài tự nhiên trong những năm gần đâySong song với việc đẩy mạnh thực thi pháp luật, chúng tôi sẽ hỗ trợ việc theo dõi đa dạng sinh học và tập tính di chuyển theo mùa của quần thể voi hoang dã, cảnh báo sớm sự xuất hiện của voi cho người dân và các biện pháp can thiệp thân thiện voi - người— tiến sĩ Văn Ngọc Thịnh - giám đốc WWF Việt Nam, "Khởi động kế hoạch khẩn cấp bảo tồn voi rừng Yok Đôn", báo Tuổi Trẻ (2016)

Đây là nơi đầu tiên tại Việt Nam triển khai kế hoạch du lịch thân thiện với voi rừng

## Thư viện ảnh

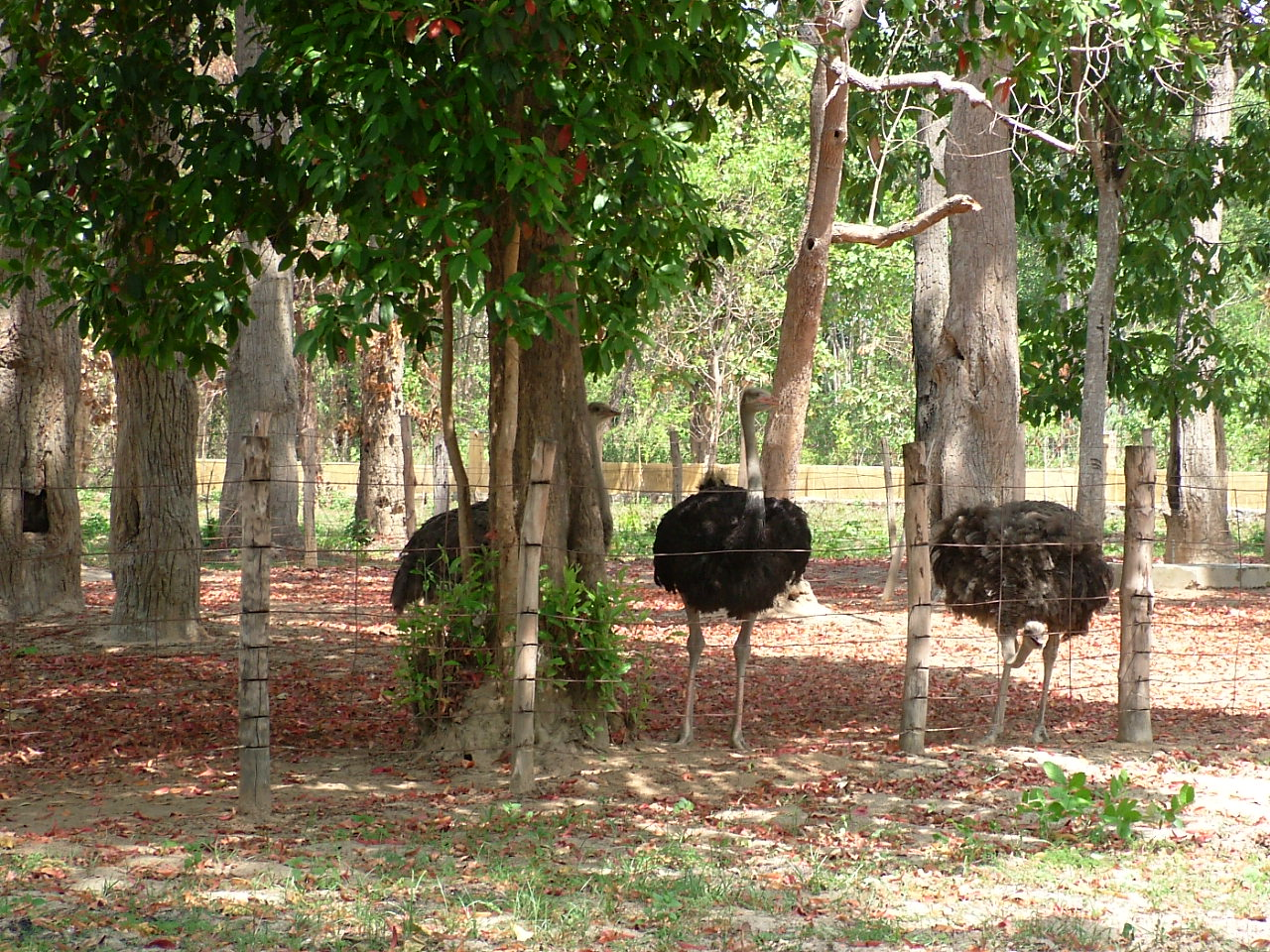
Đà điểu trong vườn Yok Don
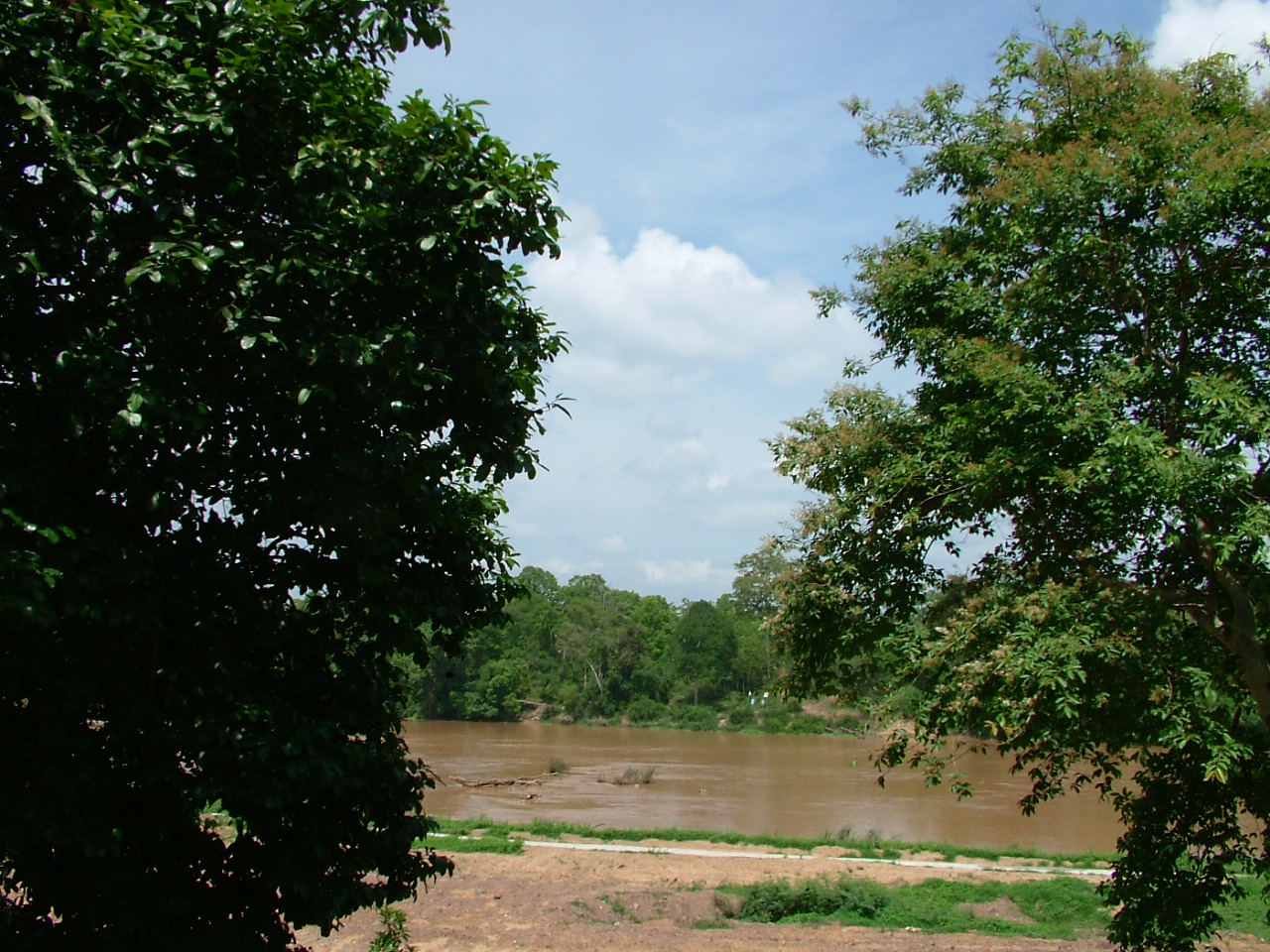
Một thoáng Yok Don
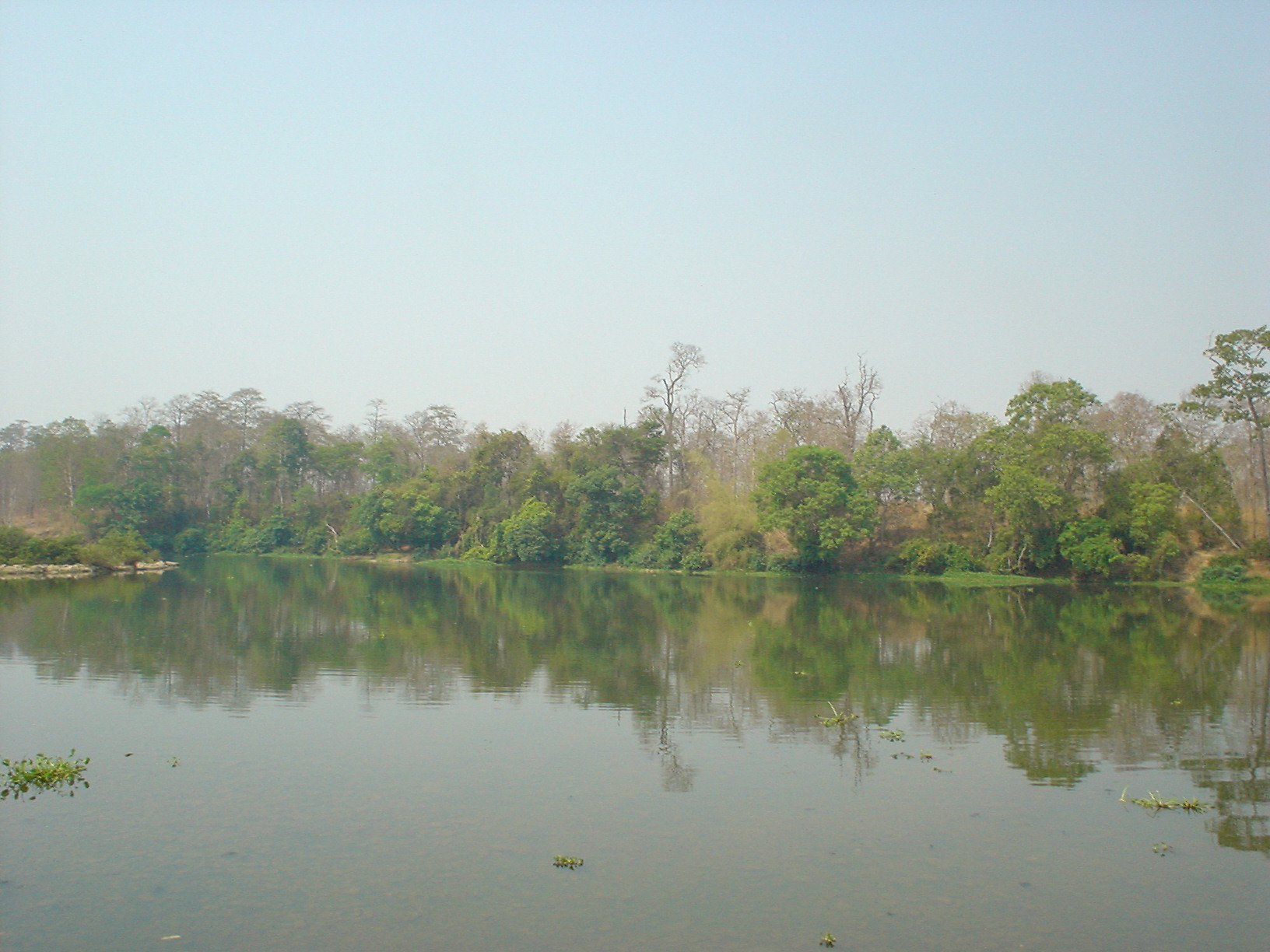
Vườn Yok Don trong mùa khô Tây Nguyên
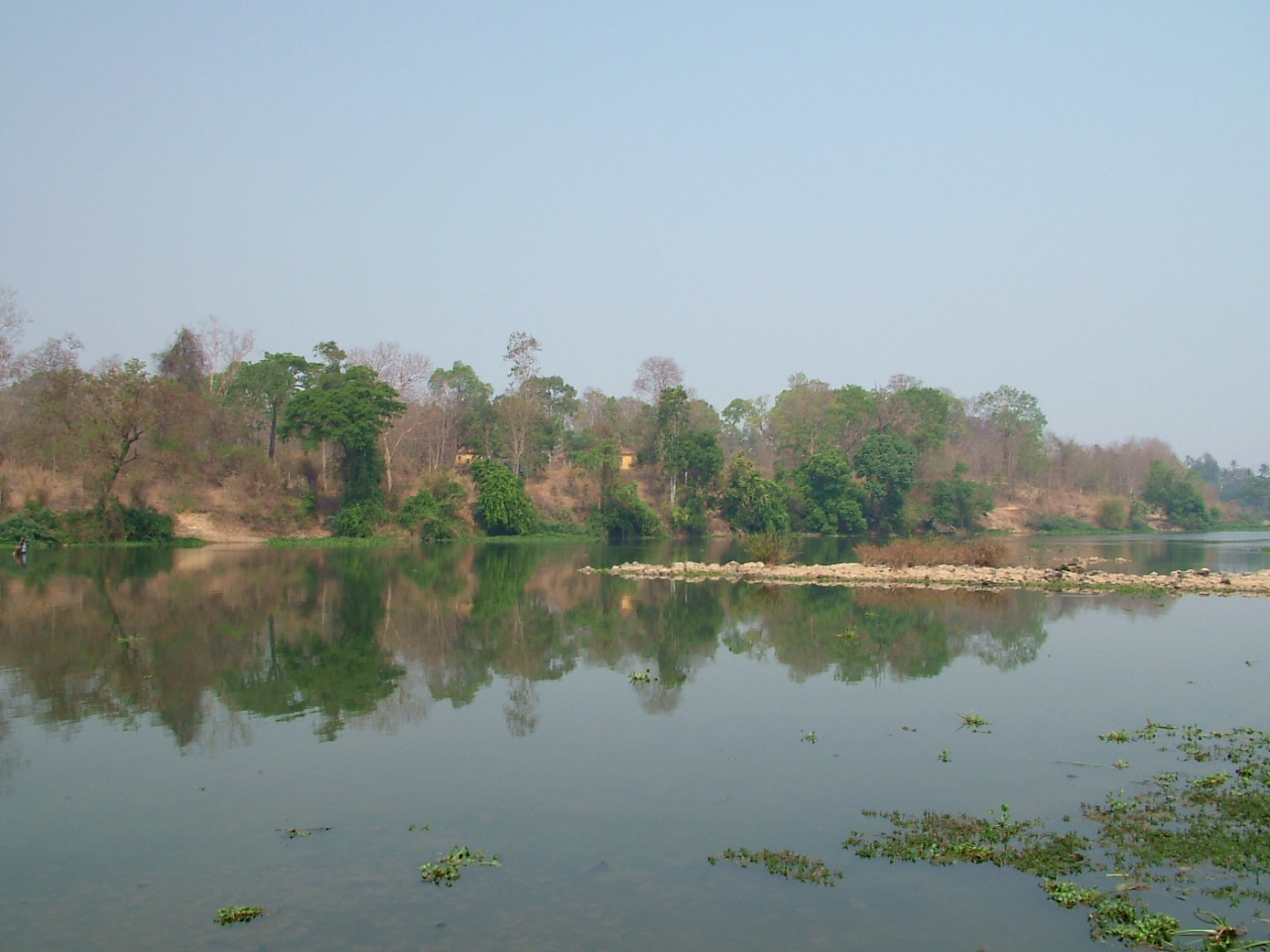
Vườn Yok Don mùa khô